# Tok
Tok ist ein Ort in Alaska Interior an der Kreuzung von Alaska Highway und Tok Cut-Off zwischen Tanana River und Alaska Range, 320 km südöstlich von Fairbanks. Der Taylor Highway beginnt 24 km östlich.

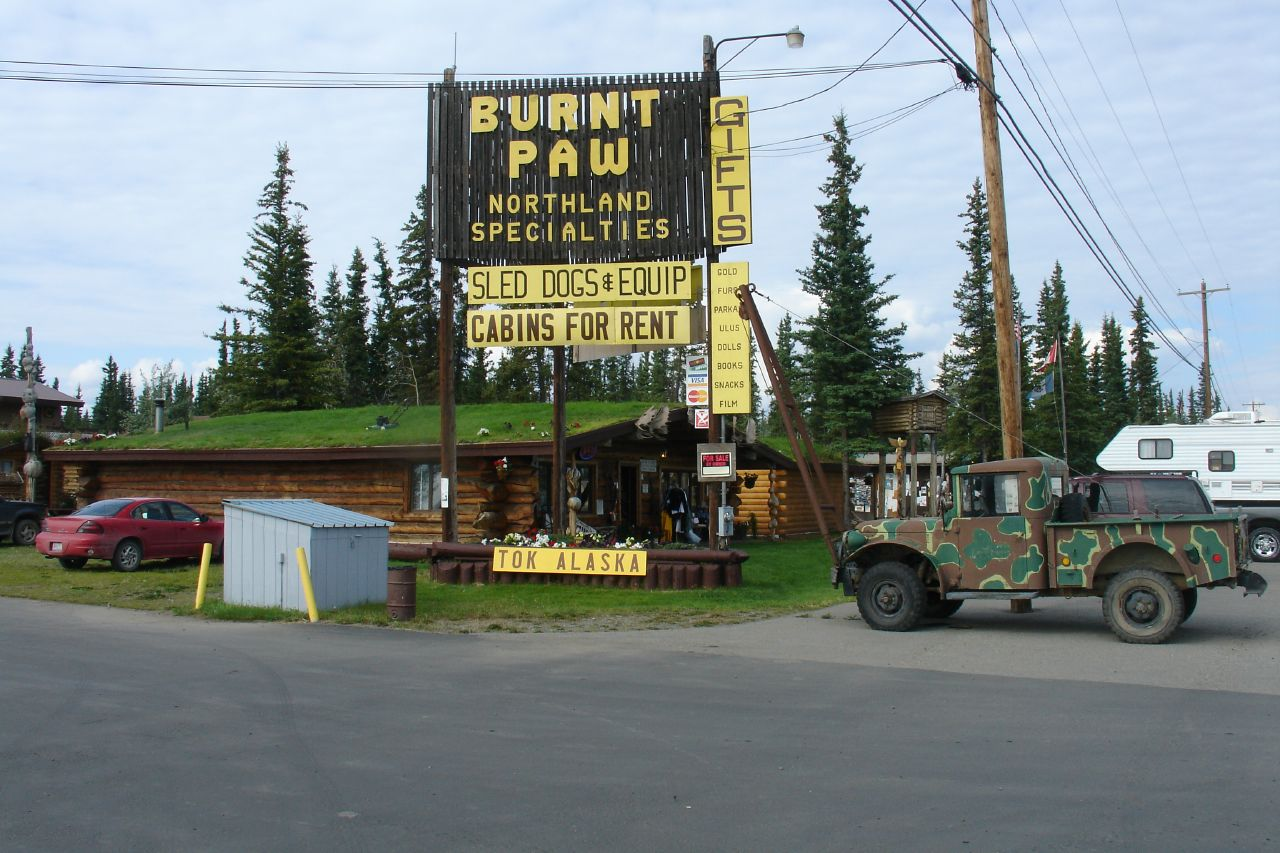
Burnt Paw in Tok

An der Stelle, an der die Stadt in den 1940er Jahren als Camp der Highwayarbeiter entstand, befand sich zuvor für viele Jahrhunderte eine Siedlung der Athabasken. Der Name Tok bedeutet in der Sprache der Indianer so viel wie „friedliche Kreuzung“.
Mit der Fertigstellung des Alaska Highway gingen in Tok ein Postamt und eine Raststätte in Betrieb. 1947 öffnete die erste Schule, die 1958 durch eine größere abgelöst wurde. 1954 wurden die Tok Dog Mushers gegründet, eine Schlittenhundezucht, die auch heute noch existiert. Die Stadt lebt hauptsächlich von Tourismus, was sich in einer überdurchschnittlichen Dichte an Hotel- und Motelzimmern sowie Campingplätzen zeigt. Der Verwaltungssitz des Tetlin National Wildlife Refuges befindet sich in Tok.